# Strada Statale 421 dei Laghi di Molveno e Tenno
Die Strada Statale 421 dei Laghi di Molveno e Tenno (kurz SS 421) ist eine italienische Staatsstraße in der Provinz Trient, Region Trentino-Südtirol.

## Verlauf
Die 62,350 km lange Straße verbindet das Nonstal mit den Äußeren Judikarien und dem Gardasee. Sie biegt am Taldurchbruch der Rocchetta von der SS 43 im unteren Nonstal ab und führt zunächst in mehreren Kehren nach Spormaggiore hinauf. Von Spormaggiore verläuft sie weiter durch das vom Torrente Sporeggio durchflossene Tal. Nach Cavedago führt die SS 421 zum Fremdenverkehrsort Andalo und erreicht mit dem Sattel von Andalo (1026 m) ihren höchsten Punkt. Dann verliert die Straße bis Molveno an Höhe und umrundet halb den zu Füßen der Brentagruppe liegenden Lago di Molveno an seiner Nord- und Ostseite. Am südlichen Ende des Sees führt die SS421 wieder deutlicher bergab. Nach dem kleinen Lago di Nembia ist die Trasse in den Fels gesprengt. Eine Engstelle wurde durch den Bau eines etwa 700 m langen Tunnels in den 2000er Jahren entschärft.
Von San Lorenzo in Banale und Dorsino führt die Straße weiter bergab, bis sie die ausgewaschene Schlucht des Flusses Sarca an der Ponte dei Servi überquert. Unmittelbar anschließend trifft sie auf die SS 237 del Caffaro mit der die SS 421 die Strecke bis Ponte Arche teilt. In Ponte Arche zweigt die SS 441 in südlicher Richtung ab und führt nun über Fiavé wieder bergauf bis zum Passo del Ballino (763 m). Im letzten Teilstück geht es vom Pass bergabwärts am Tennosee und Ville del Monte vorbei, bis die SS 441 wieder deutlicher an Höhe verliert und nach Tenno die letzten Kehren bis nach Riva del Garda hinunterführt. Die SS 421 endet offiziell am Kreisverkehr vor der Inviolata-Kirche.

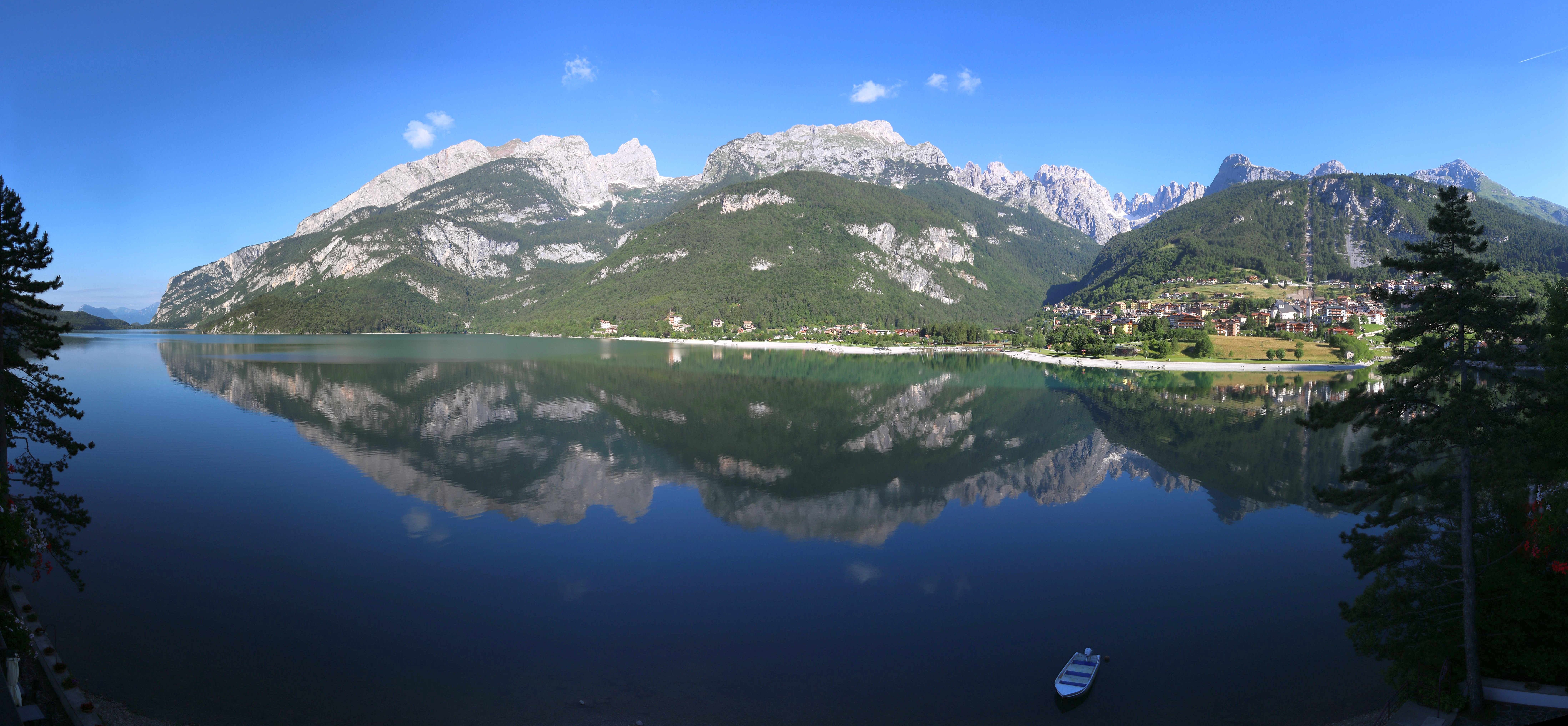
Lago di Molveno und Brentagruppe
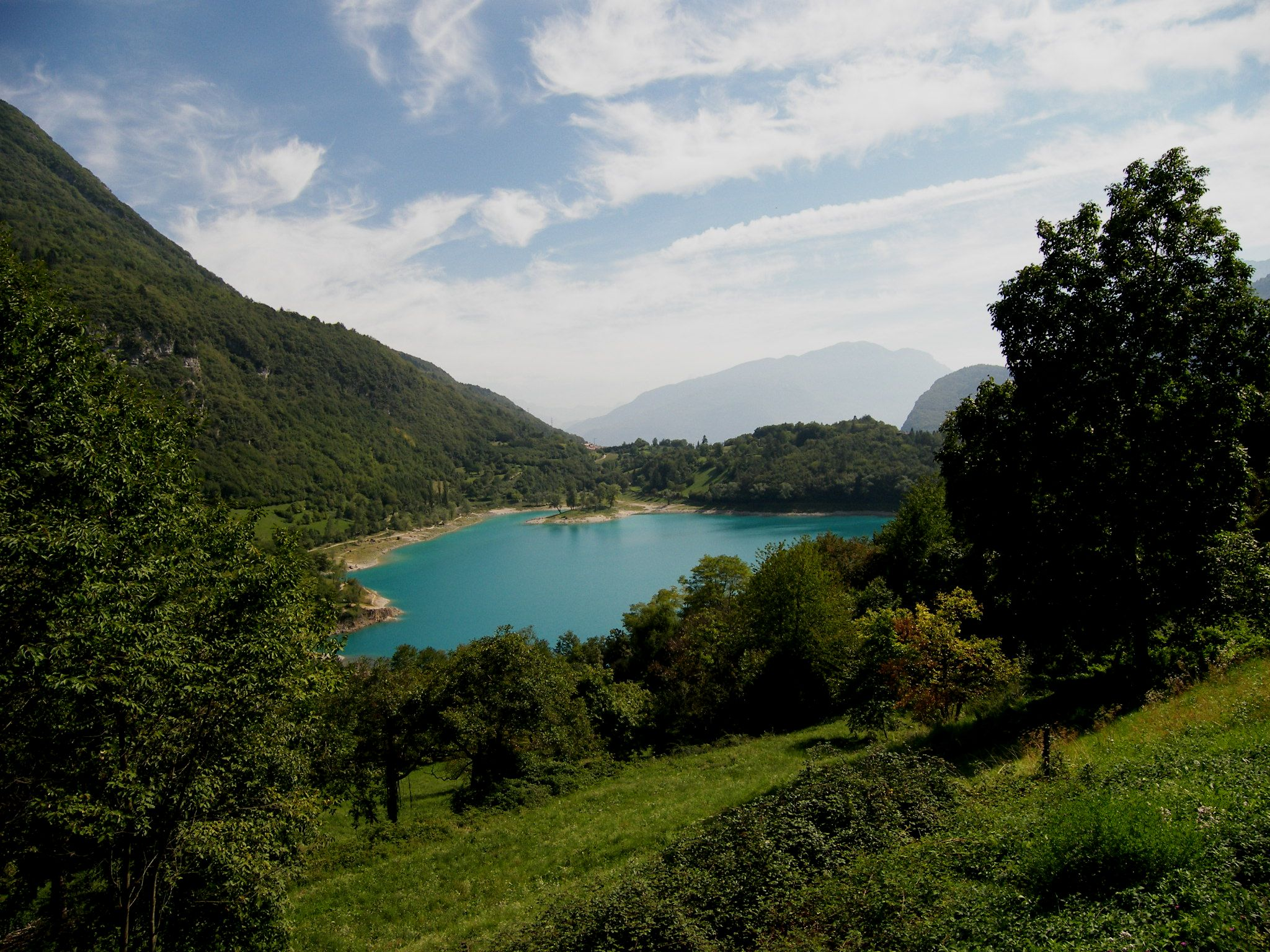
Tennosee
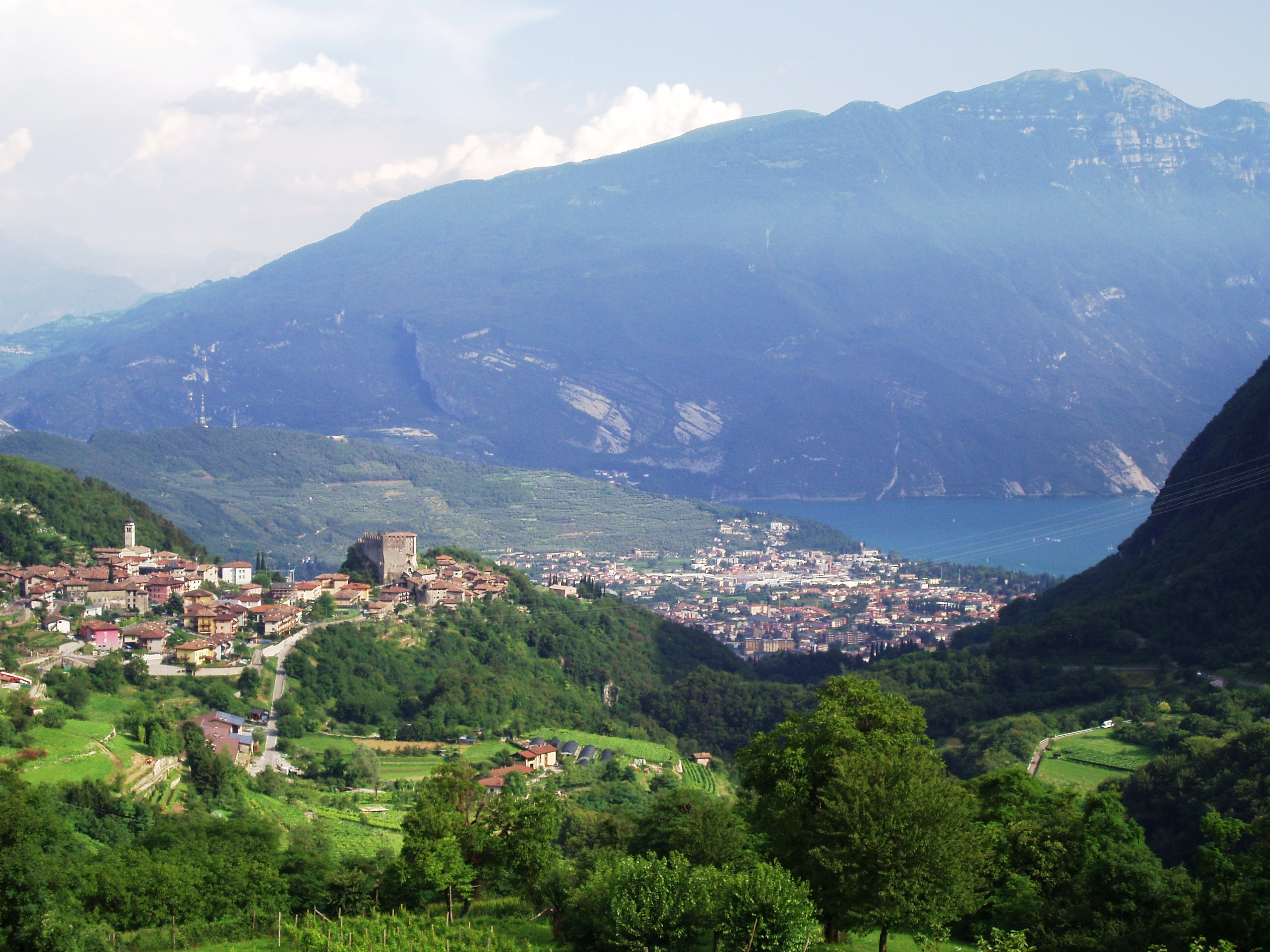
Tenno, Riva del Garda und Gardasee